# Hayden Foxe
Hayden Vernon Foxe (sinh ngày 23 tháng 6 năm 1977) là một cựu cầu thủ bóng đá Úc và hiện là trợ lý huấn luyện viên ở Perth Glory. Anh từng thi đấu ở các giải quốc gia của Đức, Nhật Bản, Bỉ, Anh và Úc. Foxe từng khoác áo đội tuyển quốc gia 11 lần từ 1998 tới 2003.

## Đội tuyển bóng đá quốc gia Úc
Hayden Foxe thi đấu cho đội tuyển bóng đá quốc gia Úc từ năm 1998 đến 2003.

## Thống kê sự nghiệp
| Đội tuyển bóng đá Úc | Đội tuyển bóng đá Úc | Đội tuyển bóng đá Úc |
| Năm                  | Trận                 | Bàn                  |
| -------------------- | -------------------- | -------------------- |
| 1998                 | 1                    | 0                    |
| 1999                 | 0                    | 0                    |
| 2000                 | 4                    | 0                    |
| 2001                 | 5                    | 2                    |
| 2002                 | 0                    | 0                    |
| 2003                 | 1                    | 0                    |
| Tổng cộng            | 11                   | 2                    |